# Annelien Kappeyne van de Coppello
Annelien Kappeyne van de Coppello (Loenen aan de Vecht, 24 d'octubre del 1936 - Leiden, 23 de febrer del 1990) fou una política del Partit Popular per la Llibertat i la Democràcia (VVD) dels Països Baixos. És reconeguda sobretot perquè, el 1985, fou la primera persona a introduir el tema del lesbianisme en la Conferència Mundial sobre les Dones de Nairobi, de l'ONU, reclamant mesures per a denunciar la discriminació contra les lesbianes i protegir els seus drets. Kappeyne estava per l'abolició de la pena de mort, per l'avortament; defensava la igualtat salarial, l'eutanàsia i el dret a controlar el propi cos. També estava a favor de mantenir un sistema electoral basat en la representació proporcional i creia que els residents estrangers haurien de tenir veu en el govern local. Fou defensora de la protecció dels drets legals de les persones immigrants, la ciutadania amb doble nacionalitat i dels membres de la comunitat LGBT.
Va participar activament en política des del 1966 fins al 1990, primer a l'Ajuntament de Leiden, i després en la Cambra de Representants del Parlament dels Països Baixos, com a secretària d'estat del primer gabinet de Lubbers, i finalment fou assessora del Consell d'Estat. La condecoraren amb l'Orde del Lleó Neerlandés el 1986.

## Biografia
Annelien Kappeyne van de Coppello nasqué el 24 d'octubre del 1936 en el llogaret d'Oud Over, prop de Loenen aan de Vecht, a la província d'Utrecht dels Països Baixos, filla de Theodora Elisabeth Catharina Maria van Panhuijs i Nicolaas Johannes Cornelis Marie Kappeyne van de Coppello. Son pare era banquer; es va convertir en advocat i va exercir a Amsterdam. El seu avi patern era Jacobus Kappeyne van de Coppello, membre del Senat holandés i la seua àvia, Martha Maria Benten, participà activament en el primer moviment de dones als Països Baixos. Kappeyne estudià en el Utrechts Stedelijk Gymnasium el 1948, i s'hi graduà el 1955. Va passar un any treballant a Lausana, Suïssa, i després entrà en la Universitat de Leiden el 1956 per a estudiar dret. Era activa en l'Associació de Dones Estudiants de Leiden i en el Parlament d'Estudiants. Kappeyne entrà en el Partit Popular per la Llibertat i la Democràcia VVD el 1962 i es llicencià el 1966 amb l'especialitat d'història parlamentària.

## Carrera
Al setembre del 1966, Kappeyne entrà en el Consell de la ciutat de Leiden, en el qual va treballar fins al 1974. També ocupava un lloc de personal remunerat en el VVD en l'àrea d'afers interns de revisió constitucional i drets electorals. Des del 1969, fou secretària de la circumscripció de VVD en la Cambra de Representants dels Països Baixos i, el 1971, va aconseguir un escó en la Cambra. El 1976, va ser vocal defensora en el debat sobre l'avortament i més tard va qüestionar la gestió de la documentació per part del vice-primer ministre Dries van Agt sobre els nazis i el criminal de guerra Pieter Menten, que havia permés a Menten escapar de l'arrest. Li van demanar que proporcionàs proves mèdiques per a explicar la seua agressivitat cap a van Agt. A l'any següent, va rebre la proposta d'assumir la Secretaria d'Estat, però s'hi va negar, ja que no volia servir en el gabinet de van Agt.

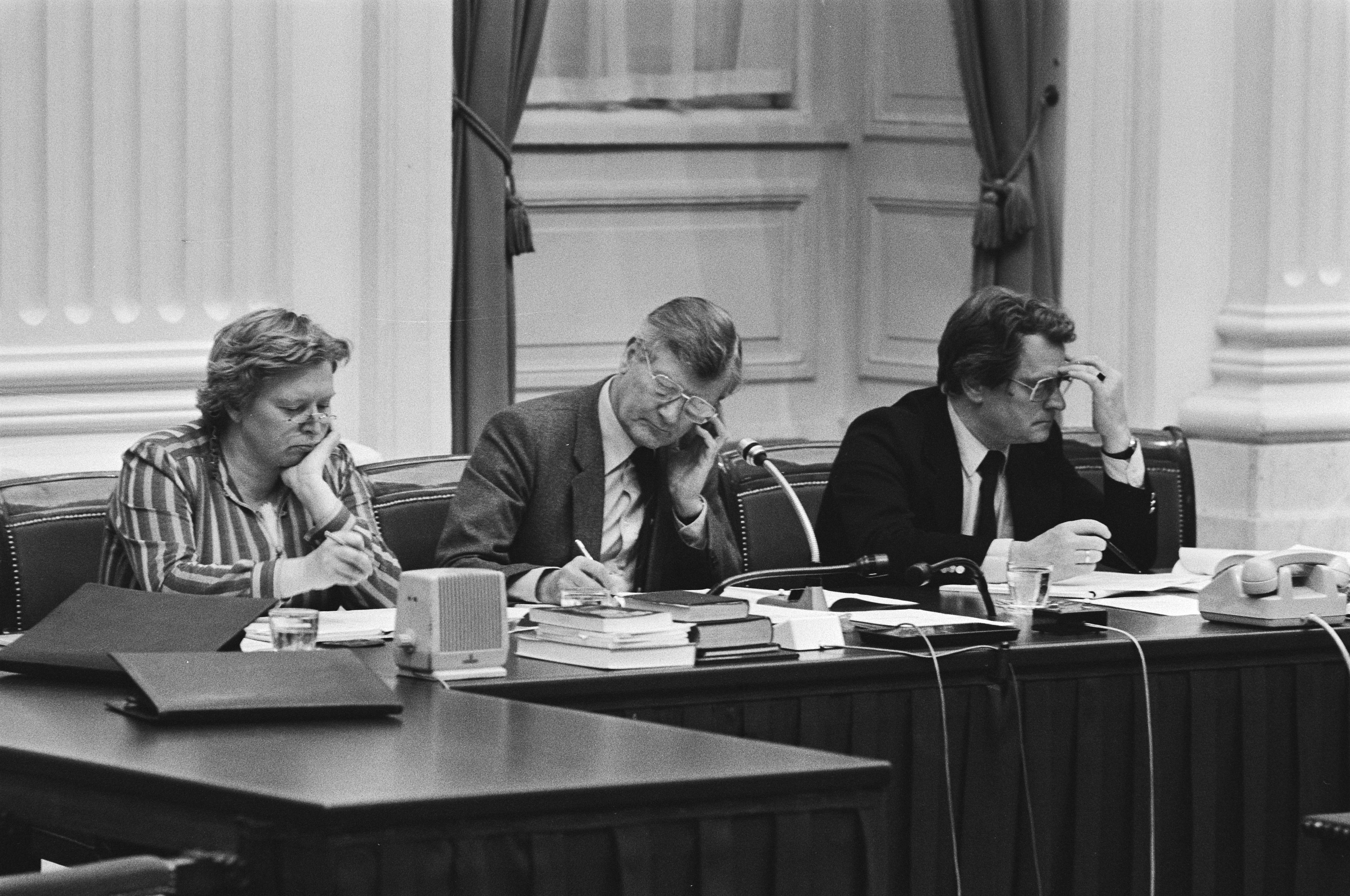
La secretària d'estat d'Afers Socials i Ocupació, Annelien Kappeyne van de Coppello, el ministre d'Afers Socials i Ocupació, Jan de Koning, i el secretari d'estat d'Afers Socials i Ocupació, Louw de Graaf, en la Cambra de Representants el 27 de novembre del 1984

Durant els debats sobre els ciutadans holandesos que vivien a l'estranger a la fi de la dècada dels 1970, Kapeyne era partidària de permetre'ls repatriar-se, especialment si havien renunciat a la ciutadania per causes polítiques. Va utilitzar com a exemple la situació d'un ciutadà holandés que havia renunciat a la ciutadania per a viure a Sud-àfrica i volia repatriar-se a causa de l'apartheid. Advocà per mantenir un sistema de representació proporcional en el govern i s'oposà a un sistema de districte, la qual cosa podria crear desigualtats. Quan es va fer un debat constitucional sobre la inviolabilitat del cos humà, Kapeyne treballà transversalment amb els diferents partits. Ella creia que era un dret innat prendre decisions sobre el seu propi cos, incloent-hi l'avortament, l'eutanàsia i la donació d'òrgans. Els seus esforços per a esmenar la constitució asseguraren aquest dret a tots els ciutadans i fou una de les seues contribucions més importants com a legisladora.
El 1981, Kappeyne deixà la legislatura després d'una sèrie de disputes polítiques amb el seu partit. El primer desacord era sobre el restabliment de la pena de mort, al qual ella s'oposava; i el segon sobre si els estrangers podien participar en les eleccions municipals.[2] Ella creia que, com a nació tolerant, els Països Baixos haurien de permetre que aquells disposats a participar en el govern ho fessen i veia aquells que en prohibien la seua participació com una creixent xenofòbia. Se n'anà a Veronica Broadcasting Organization com a gerent de personal i instal·lacions de la companyia, però aviat s'adonà que la cultura no li interessava i tornà a la Cambra el 1982 durant el gabinet de First Lubbers, com a secretària d'estat d'Afers Socials i Ocupació.
Va advocar perquè el govern augmentàs el nombre de dones en càrrecs públics i civils, la igualtat d'oportunitats, la legislació contra la violència masclista cap a dones i xiquetes, la protecció legal per a víctimes de violació conjugal, la igualtat en el pagament de beneficis estatals per a pensions, i altres qüestions. Fou una de les delegades holandeses en la Conferència Mundial sobre les Dones el 1985, que formava part dels programes de les Nacions Unides per al Decenni de les Dones, per a avaluar-ne la situació i establir protocols que permetessen a les dones un accés real a drets socioeconòmics, culturals, jurídics i a la paritat política.[6] Va fer història en la conferència en presentar, per primera vegada en una conferència oficial de l'ONU, el concepte dels drets de les lesbianes, demanant la fi de la discriminació i la protecció dels seus drets legals. Kappeyne col·laborà en el Pla d'Emancipació d'Afers Domèstics, que havia estat presentat per la seua predecessora, Hedy d'Ancona. El pla, aprovat el 1985, preveia una millora en els esforços per a ajudar les dones a aconseguir la independència econòmica en garantir la igualtat de gènere, canviar les estructures organitzatives que afavorien el desequilibri de gènere. Aquest mateix any, ella hi introduí el concepte de llicència parental flexible.
El 1986, Kappeyne deixà la legislatura i va ser distingida com a Dama de l'Orde del Lleó Neerlandés. A l'any següent, es va convertir en membre del Consell d'Estat, el principal òrgan assessor del govern holandès. El 21 de juny del 1988 es casà amb la periodista Hillebrand Folkert de Groen.

## Mort i llegat
Va morir el 23 de febrer del 1990 a Leiden. Una fundació amb el seu nom es va establir l'any de la seua mort. El 2006, Martijn van der Kooij publicà una biografia de Kappeyne, Strijdvaardig en eigenzinnig, (Combativa i poc disposada).